# Ipewik River
Der Ipewik River ist ein 160 km langer rechter Nebenfluss des Kukpuk River im Nordwesten des US-Bundesstaats Alaska.

## Flusslauf
Der Ipewik River entspringt in den nordwestlichen Ausläufern der De Long Mountains auf einer Höhe von etwa 580 m. Er fließt in überwiegend westlicher Richtung durch den zentralen Teil der Lisburne-Halbinsel. Er verläuft durch eine Tundralandschaft. Größere Nebenflüsse sind Woolfe Fork von links sowie Nilik River von rechts. Auf seinen letzten 25 Kilometern durchschneidet der Ipewik River den südlichen Teil der Lisburne Hills, ein niedriges Gebirge in Küstennähe. Schließlich trifft der Ipewik River auf den Kukpuk River, der nach weiteren 45 Kilometern das Meer erreicht.

## Einzugsgebiet
Der Ipewik River entwässert ein Areal von etwa 2946 km². Es umfasst den nördlichen und den zentralen Teil der Lisburne-Halbinsel und reicht im Osten bis zu den nordwestlichen Ausläufern der De Long Mountains. Das Einzugsgebiet grenzt im Nordosten an das des Pitmegea River, im Osten an das des Kukpowruk River sowie im Süden an das des oberstrom gelegenen Kukpuk River. 

## Namensgebung
Der Eskimo-Name des Flusses wurde 1890 vom U.S. Coast and Geodetic Survey (USC&GS) publiziert.